# Liste der Baudenkmale in Osloß
In der Liste der Baudenkmale in Osloß sind alle Baudenkmale der niedersächsischen Gemeinde Osloß aufgelistet. Die Quelle der Baudenkmale ist der Denkmalatlas Niedersachsen. Der Stand der Liste ist der 10. Januar 2023.

## Allgemein
In den Spalten befinden sich folgende Informationen:
- Lage: die Adresse des Baudenkmales und die geographischen Koordinaten. Kartenansicht, um Koordinaten zu setzen. In der Kartenansicht sind Baudenkmale ohne Koordinaten mit einem roten Marker dargestellt und können in der Karte gesetzt werden. Baudenkmale ohne Bild sind mit einem blauen Marker gekennzeichnet, Baudenkmale mit Bild mit einem grünen Marker.
- Bezeichnung: Bezeichnung des Baudenkmales
- Beschreibung: die Beschreibung des Baudenkmales. Unter § 3 Abs. 2 NDSchG werden Einzeldenkmale und unter § 3 Abs. 3 NDSchG Gruppen baulicher Anlagen und deren Bestandteile ausgewiesen.
- ID: die Objekt-ID des Baudenkmales
- Bild: ein Bild des Baudenkmales, ggf. zusätzlich mit einem Link zu weiteren Fotos des Baudenkmals im Medienarchiv Wikimedia Commons. Wenn man auf das Kamerasymbol klickt, können Fotos zu Baudenkmalen aus dieser Liste hochgeladen werden:

## Osloß

### Gruppe: Hauptstraße 34
Die Gruppe hat die ID 33920621.

| Lage                         | Bezeichnung | Beschreibung | ID       | Bild |
| ---------------------------- | ----------- | --- | -------- | ---- |
| 52° 28′ 9″ N, 10° 40′ 58″ O  | Wohnhaus    | Zweigeschossiger traufständiger Fachwerkbau unter Krüppelwalmdach. Symmetrisch gegliederte backsteinsichtige Fassade mit regelmäßig angeordneten Fenstern und mittiger Hauseingangstür, zugesetzt. Dachgeschossausbau mit Giebelgauben. Westfassade mit Ziegelbehang. | 33935663 | BW   |
| 52° 28′ 9″ N, 10° 40′ 58″ O  | Stall       | Eingeschossiges massives und langgestrecktes Stallgebäude mit hohem Drempel in Fachwerk unter Satteldach. Hofseitig zwei Zwerchhäuser über Quereinfahrten. DG zu Wohnzwecken ausgebaut, nachträgliche Schleppgauben auf beiden Dachflächen.                           | 33935732 | BW   |
| 52° 28′ 10″ N, 10° 40′ 57″ O | Scheune     | Eingeschossiger traufständiger Fachwerkbau mit Ziegelausfachung auf Sandsteinquadersockel unter Satteldach, im Osten als Krüppelwalm. Mit Quereinfahrten. | 33935687 | BW   |
| 52° 28′ 9″ N, 10° 40′ 56″ O  | Stall       | Eingeschossiger giebelständiger Fachwerkbau mit hohem Drempel auf niveauausgleichendem Sockel, tw. in Sandsteinquadern, unter Satteldach und zwei ehemaligen Quereinfahrten, gedoppelte Schleppgauben. Zu Wohn- und Geschäftszwecken umgebaut.                        | 33935711 | BW   |

### Einzelbaudenkmale
| Lage                                          | Bezeichnung               | Beschreibung | ID       | Bild |
| --------------------------------------------- | ------------------------- | --- | -------- | ---- |
| Alte Dorfstraße 3 52° 28′ 6″ N, 10° 40′ 47″ O | Wohn-/ Wirtschaftsgebäude | Eingeschossiger giebelständiger Fachwerkbau auf niedrigen Backsteinsockel unter Krüppelwalmdach. Wirtschaftsteil zu Wohnzwecken ausgebaut, Dielentor der ehemaligen Quereinfahrt umgebaut, Dachfläche beidseitig mit Schleppgauben versehen. | 33935617 | BW   |